# Dekanat Goleniów

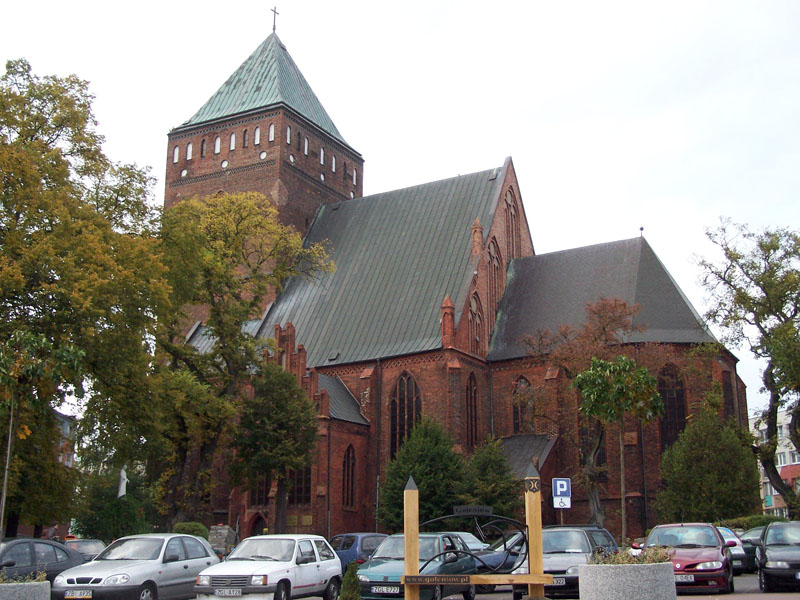
Kościół św. Katarzyny w Goleniowie

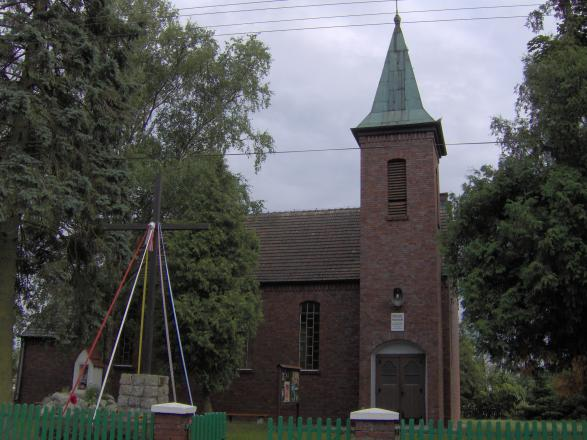
Kościół w Krępsku

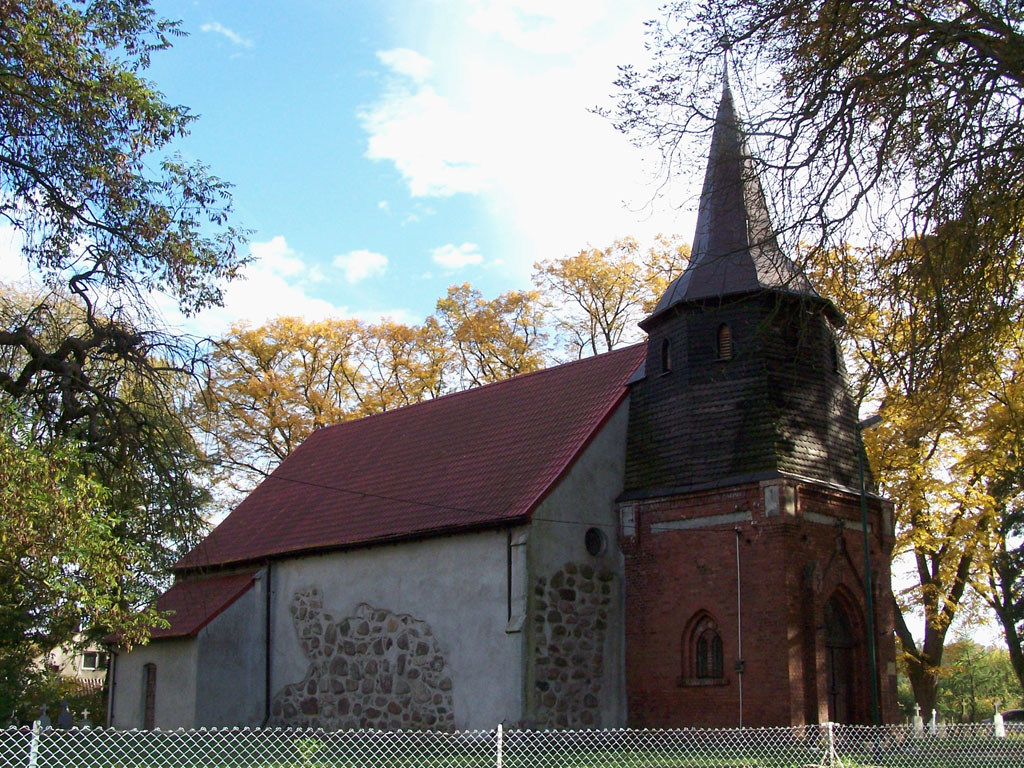
Kościół w Mostach

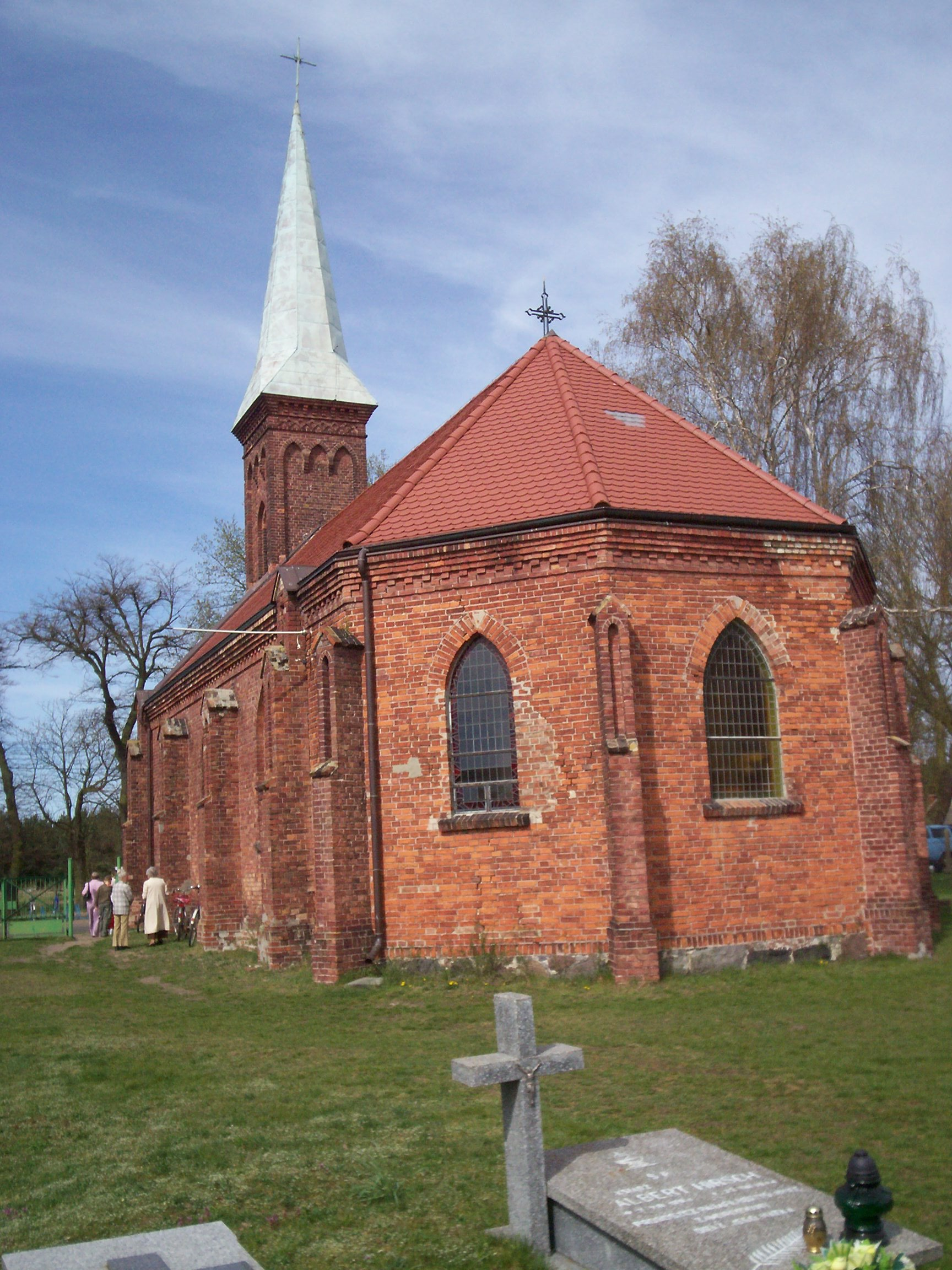
Kościół w Borzysławcu

Dekanat Goleniów – jeden z dekanatów należący do archidiecezji szczecińsko-kamieńskiej.

## Parafie i świątynie
- Parafia Świętych Apostołów Piotra i Pawła w Borzysławcu[1]:
  - kościół parafialny pw. Świętych Apostołów Piotra i Pawła w Borzysławcu;
  - kościół filialny pw. Przemienienia Pańskiego w Komarowie;
  - dom opieki „Nasz Dom” w Komarowie.
- Parafia św. Jerzego w Goleniowie[2]:
  - kościół parafialny pw. św. Jerzego w Goleniowie.
- Parafia św. Katarzyny w Goleniowie[3]:
  - kościół parafialny pw. św. Katarzyny w Goleniowie;
  - kościół filialny pw. św. Mikołaja Biskupa w Bodzęcinie;
  - kościół filialny pw. św. Stanisława BM w Glewicach;
  - kościół filialny pw. Wniebowstąpienia Pańskiego w Marszewie;
  - kościół filialny pw. Wniebowzięcia NMP w Niewiadowie;
  - kaplica przy DPS w Goleniowie.
- Parafia Matki Bożej Nieustającej Pomocy w Goleniowie[4]:
  - kościół parafialny pw. Matki Bożej Nieustającej Pomocy w Goleniowie;
  - kościół filialny pw. św. Stanisława Kostki w Podańsku;
  - kościół filialny pw. Opieki św. Józefa w Stawnie.
- Parafia pw. MB Królowej Polski w Krępsku[5]:
  - kościół parafialny pw. Matki Bożej Królowej Polski w Krępsku;
  - kościół filialny pw. Świętej Trójcy w Miękowie;
  - kościół filialny pw. św. Antoniego w Żółwiej Błoci;
  - kaplica pw. Matki Bożej Częstochowskiej w Świętej.
- Parafia pw. Matki Bożej Gromnicznej w Mostach[6]:
  - kościół parafialny pw. Matki Bożej Gromnicznej w Mostach;
  - kościół filialny pw. Matki Bożej Częstochowskiej w Danowie;
  - kościół filialny pw. św. Kazimierza w Maciejewie;
  - kaplica w Burowie.
- Parafia pw. św. Jacka w Stepnicy[7]:
  - kościół parafialny pw. św. Jacka w Stepnicy;
  - kościół filialny pw. św. Stanisława Biskupa i Męczennika w Wierzchosławiu;
  - kaplica w Kopicach;
  - kaplica przy DPS w Stepnicy.

## Dziekan i wicedziekan
- Dziekan: ks. kan. mgr Wacław Nowak;
- Wicedziekan: ks. kan. mgr lic. Piotr Listwoń;
- Ojciec duchowny: ks. Adam Staśkowiak[8].